# Ken Loach

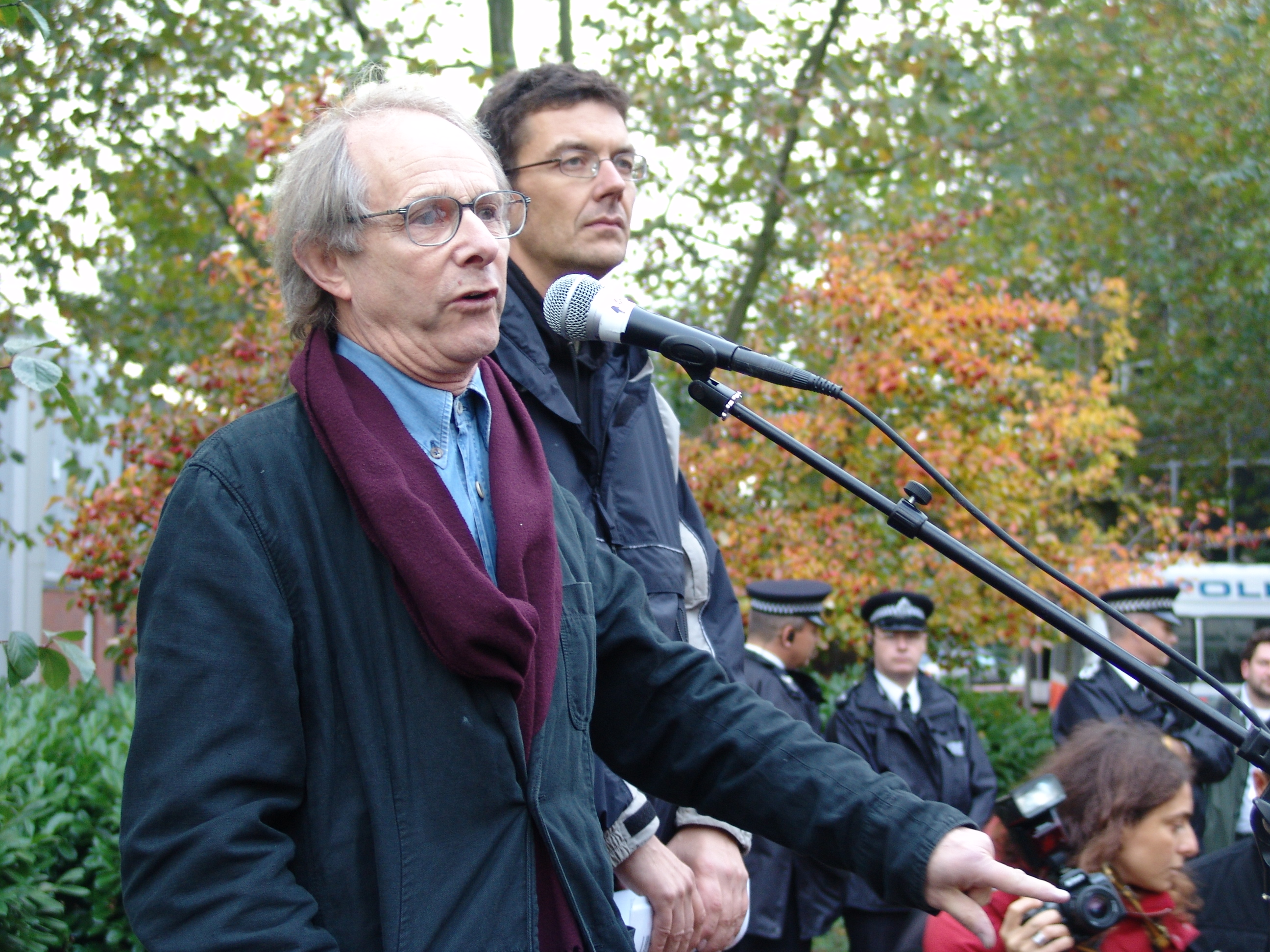
Ken Loach talar vid en demonstration för lågbetalda städare i London, 2004.

Kenneth Charles "Ken" Loach, född 17 juni 1936 i Nuneaton, Warwickshire, är en brittisk regissör, känd för sina socialt engagerade spelfilmer, ofta i arbetarklassmiljö. Han började sin karriär med att regissera diverse TV-produktioner, bland andra dramadokumentären Cathy kom hem (1966) som tog upp det innan dess tämligen tystade ämnet hemlöshet. TV-filmen drog både tittare och beröm, och Loach fick snart chansen att göra film utanför TV.
Ken Loach är en internationellt prisbelönt regissör. Bland annat har han tävlat elva gånger i Cannes och vunnit flera priser där priset för sitt livsverk samt Guldpalmen för Frihetens pris (2006) framför allt märks. Tio år senare, vid filmfestivalen i Cannes 2016, vann han sin andra Guldpalm, denna gång för Jag, Daniel Blake.

## Filmografi i urval
- 1966 – Cathy kom hem (Cathy Come Home)
- 1967 – Stackars flicka (Poor Cow)
- 1969 – Kes – falken (Kes)
- 1971 – Family Life
- 1979 – Black Jack
- 1986 – Fatherland
- 1990 – Dolda fakta (Hidden Agenda, på svenska även: Mord på dagordningen)
- 1991 – Riff-Raff
- 1993 – Raining Stones
- 1994 – Ladybird, Ladybird
- 1995 – Land och frihet (Land and Freedom)
- 1996 – Carlas sång (Carla's Song)
- 1998 – Mitt namn är Joe (My Name Is Joe)
- 2000 – Bröd och rosor (Bread and Roses)
- 2001 – Järnvägare (The Navigators)
- 2002 – Sweet Sixteen
- 2004 – En öm kyss (Ae Fond Kiss...)
- 2006 – Frihetens pris (The Wind That Shakes the Barley)
- 2007 – It's a Free World...
- 2009 – Looking for Eric
- 2010 – Route Irish
- 2012 – Änglarnas andel (The Angel's Share)
- 2013 – The Spirit of '45
- 2014 – Jimmy's Hall
- 2016 – Jag, Daniel Blake (I, Daniel Blake)
- 2019 – Sorry we missed you
- 2023 – The Old Oak